# Lipkovo
Lipkovo (makedonska: Липково) är en ort i Nordmakedonien.   Den är huvudort i kommunen med samma namn, i den norra delen av landet, 22 kilometer nordost om huvudstaden Skopje. Lipkovo ligger 441 meter över havet och antalet invånare är 28 102.